# Pyrostre orbiculaire
Pyrostria orbicularis
Espèce
Le pyrostre orbiculaire (Pyrostria orbicularis)  est une espèce de plantes à fleurs de la famille des rubiacées. Elle est endémique de l'île de La Réunion, département d'outre-mer français dans le sud-ouest de l'océan Indien.